# Route nationale 36 (Algérie)
Pour les articles homonymes, voir N36 et Route nationale 36.
La route nationale 36 (RN 36 ou N 36) en Algérie est un axe nord-sud long de 21,5 km entre Ben Aknoun et Tessala El Merdja dans la Wilaya d'Alger. Il s'agit de la plus ancienne route entre Alger et Blida à travers le Sahel algérois avant la construction du tronçon de RN1 qui ceinture la Mitidja. Jusqu'en 1940 elle était notée RN1A.
Depuis 2009, la moitié de cette route est de type autoroutier et constitue une partie de la Rocade Ouest d'Alger.

## Paysages
La RN36 traverse le Sahel algérois une région autrefois agricole faites de petits vallons, traversant les premiers villages de la colonisation française entre Dely Ibrahim et Douera pour terminer dans la plaine autrefois marécageuse de la mitidja.

## Parcours
- Rond de Chateauneuf entre El Biar et Ben Aknoun (km 0)
- Sortie d'autoroute Ben Aknoun (km 2,3)
- Sortie d'autoroute Dely Ibrahim Ain Allah (km 3,5)
- Sortie d'autoroute Dely Ibrahim Grands Vents (km 5,3)
- Rond-point entrée est de Ouled Fayet (km 8)
- Sortie d'autoroute Baba Hassen Nord (km 11,5)
- Echangeur avec la 2e rocade sud (km 14,5)
- Sortie d'autoroute Douera (km 16)
- Sortie d'autoroute Tessala El Merdja (km 19,5)
- Echangeur avec l'Autoroute Est-Ouest (km 21,5)